# Jessica Meir
Jessica Ulrika Meir (* 1. července 1977) je americká astronautka NASA, mořská bioložka a fyzioložka. Dříve působila jako odborná asistentka anestezie na Harvardově univerzitě a po disertaci jako výzkumnice v oblasti komparativní fyziologie na Univerzitě Britské Kolumbie. Studovala fyziologii potápění a chování tučňáků císařských na Antarktidě a fyziologii hus indických a jejich schopnosti přeletu Himálaje. V září 2002 Meir sloužila jako aquanautka v rámci mise NASA NEEMO 4. V roce 2013 byla vybrána do užšího výběru potencionálních astronautů. 25. září 2019 odstartovala v kosmické lodi Sojuz MS-15 na Mezinárodní vesmírnou stanici, kde v rámci expedic 61 a 62 sloužila jako palubní inženýrka. 18. října 2019 spolu s Christinou Koch podnikla první čistě ženský výstup do vesmíru.